# LIVE&REPORT 中央競馬中継
『LIVE & REPORT 中央競馬中継』（ライブアンドリポート ちゅうおうけいばちゅうけい）は、2011年1月5日から2012年5月27日まで、千葉テレビ放送（チバテレ）が制作・放送していた中央競馬実況放送の番組である。
番組名の「LIVE」は最終レースの実況中継を、「REPORT」は当日行われたレース結果紹介を指している。キャッチコピーは「ドラマは、最終レースまで終わらない」。

## 概要
これまで関東独立UHFテレビの中央競馬中継は、メインレースの時間帯である15-16時の1時間を除いて『中央競馬ワイド中継』（以下「前番組」とする）が1985年から2010年12月26日まで25年にわたり放送されてきた。
ところが日本中央競馬会（JRA）は長年東西で別々に行われてきた競馬中継を一本化にし、更に限られていた視聴地域も全国同時ネットにすることを画策。無料BSデジタル放送のBS11に打診し、2011年1月の開催から毎週土・日曜を中心にした中央競馬開催日に全国生中継による『BSイレブン競馬中継』を開始することとなった。
この番組開始に伴い前番組は終了となり14時から15時の1時間は『JRA競馬中継』として『BSイレブン競馬中継』をネットすることとなったが『ウイニング競馬』、『みんなのKEIBA』終了後の16時からは『BSイレブン競馬中継』はネットせず関東独立局による独自制作の競馬中継を開始することとなった。放送時間に関しては、前番組の第2部の時間帯に相当する。このような点は16時台のレース（最終・薄暮）の時間帯で地上波の中継を打ち切られた近畿広域圏（サンテレビ・KBS京都）とは大きく異なる。
前番組は、関東主場の開催場所が東京開催分をテレビ神奈川（tvk）、中山開催分をチバテレ、福島・新潟開催分をテレビ埼玉（テレ玉）と首都圏トライアングル加盟各局が制作担当（幹事局）となっていた。当番組は関東主場がどこであろうと全てチバテレ制作であり、中山競馬場のスタジオから常に放送していた。そのため、関東主場が中山以外の場合は「パークウインズ中山」からの放送として扱われていた。
オープニング・エンディングは当番組独自のものであり、ワイド中継時代のオープニング・エンディング画面・音楽は『JRA競馬中継』で使用している。
主に各競馬場の最終レースの生中継（3場開催時は3場目の競馬場の最終レースも中継）を中心として、当日の各競馬場の1日のレース結果・払い戻し（VTRで紹介されるのはメインレースのみで、その他のレースは払戻結果のみ。3場目の競馬場は当初はメインレースと最終レースの結果のみVTR付きで放送していたが、同年2月26日放送分からは全レースの結果を放送）、及び翌日・次週の重賞展望が行われる。レース実況については前番組同様にラジオNIKKEIの音源を使用しているが、司会を長岡が担当する場合は関東メインレースのリプレイVTRの実況音源は司会の長岡が行ったものを使用している。
当番組は前番組の第2部から引き続いて最終レースの実況中継を中心として放送していたが、制作局のチバテレでは2012年5月27日で放送終了することになった。ただしtvkでは5月26・27日に、テレ玉では27日にボートレースの笹川賞競走を放送するためtvkは5月20日、テレ玉は5月26日に番組終了し、番組最終回の27日はチバテレのみの放送となった。これにより、前番組より27年間にわたり続いていた関東地方独立局制作の競馬中継は消滅し、以後首都圏トライアングル3局での競馬中継はBS11制作の『JRA競馬中継』のみとなる。なお、チバテレでの最終回である5月27日も通常通り17:00までの放送だったため、当日の東京最終レースである目黒記念は放送されなかった（最後に実況で放送されたのは京都最終レース（4歳以上1,000万下条件）であった）。

## 出演者
当初は総合司会1名、解説1～2名の出演であった。2011年7月10日放送よりアシスタントの岡田が加わった。

### 総合司会
どちらか1名が出演。両名とも日本短波放送（ラジオたんぱ、現：ラジオNIKKEI）元アナウンサー。特に決まったローテーションはないが、中山・東京でのGI開催日は宇野で固定されていた（当時、長岡はそのGIレースでの表彰式司会を務めていたため）。
- 長岡一也（スポーツライター・競馬ジャーナリスト） - 前番組にも出演、後番組『金曜競馬CLUB』、及び2012年10月より『競馬展望プラス』に出演
- 宇野和男（フリーアナウンサー）

### 解説
番組末期は日刊競馬トラックマンのみの出演となっていた。原則として柏木・飯田のどちらかがそれぞれ隔週出演であり基本的に第1・3週が柏木、第2・4週が飯田となっていた（2011年9月までは、中山開催のみ及川も不定期出演）。
- 柏木集保（日刊競馬、2012年5月20日まで） - 前番組にも出演、2012年10月からは『競馬展望プラス』に出演。
- 飯田正美（日刊競馬、2012年5月27日まで） - 『中央競馬ハイライト』にも出演、後番組『金曜競馬CLUB』にも2022年6月まで継続出演
- 及川勉（研究ニュース、2011年9月まで中山開催のみ不定期出演） - 前番組にも出演。後に2012年2月15日逝去[6][7]。

### アシスタント
基本的にはオッズ読み、プレゼントや競馬関連商品・グッズの紹介、土曜日の「まゆ感予想」を担当していた。アシスタントの他、2011年9月には視聴者プレゼントである乗馬体験のリポートも行った。
- 岡田真由香（AV女優） - 後番組『金曜競馬CLUB』にも継続出演

2011年7月10日 - 10月2日：日曜のみ出演
同年10月8日 - 12月25日：土曜は毎週出演、日曜は不定期だが大方は出演（GI開催日を中心に出演）
2012年1月8日 - 5月27日：土曜・日曜ともに出演

### ゲスト
- JUN（CLIFF EDGE） - 2011年9月25日放送で生出演。9月からの下記オープニング、エンディングテーマを担当していた。

## コーナー

### 主なコーナー
▲は、tvkでは通常見ることができなかったコーナー（2011年5-9月は「日曜メインレース展望」の一部を除き放送）
最終決断
2011年4月から開始。東西主場最終レースについて解説者の本命馬と本命にした根拠がテロップで表示され、解説者が見解を述べるコーナー。
きょうの新馬勝ち - ▲
放送日当日に行われた各地の新馬戦のVTRを流しながら、解説者が勝利した新馬の評価を述べるコーナー。新馬戦がない3月下旬-6月上旬はコーナー休止。
日曜メインレース展望 - ▲
土曜日のみ放送。日曜日の東西メインレース展望コーナー。参考レースのVTRと「○○（解説者の名前）の注目馬」という画面が表示され、「○○の注目馬」では印上位7頭とその7頭についての解説者の評価が表示される。薄暮・準薄暮開催時は関東メインの展望後（16:55前）にtvkが飛び降りするため、関西メインの展望はtvkでは見ることができなかった。
まゆ感予想 - ▲
土曜日のみ放送。アシスタントの岡田が競馬ツール「競馬道Compass」を使った、日曜日の重賞予想を披露するコーナー。印は3頭にしかつけない。『金曜競馬CLUB』でも「真由香の教えてあげる」というタイトルに変更して2016年5月まで継続されていた。
重賞PLAYBACK - ▲
日曜日のみ放送。先週行われた重賞競走のVTRを見ながら、柏木・飯田が解説する。

### タイムスケジュール
開催状況により異なるが、下記は3場開催の場合の大まかなタイムスケジュールである
- 16:00 - オープニング
- 16:01 - 第3場の最終レース実況
- 16:05 - 最終決断
- 16:10 - 関西主場の最終レース実況
- 16:15 - 当日行われた重賞競走の結果・解説
- 16:20 - 関東主場の最終レース実況
- 16:25 - 第3場・関西主場の最終レース結果・配当
- 16:28:30 - tvkが飛び降り（降りコメント） ※発走時刻の変更、放馬・落鉄・馬体検査などにより関東主場の最終レース実況途中で飛び降りになることもある（2012年5月20日まで）
- 16:29 - 関東主場の最終レース結果・配当
- 16:30 - 当日行われた全レースの結果（特別競走の場合は解説者による解説が加えられる）・きょうの新馬勝ち
- 16:43 - 【土曜】まゆ感予想・日曜メインレース展望、【日曜】重賞PLAYBACK・翌週重賞のレース展望
- 16:57:30 - エンディング

## オープニング・エンディングテーマソング
- 浜田麻里 Sail Against The Wind　2011年1月 - 8月（エンディングのみ・曲名テロップ無し）
- CLIFF EDGE Dream〜未来を信じて〜　2011年9月 - 2012年5月

## 放送日時

### ネットしていた局
| 放送対象地域 | 放送局                            | 系列  | 放送時間                                                                           | 放送期間                      | 備考            |
| ------------ | --------------------------------- | ----- | ---------------------------------------------------------------------------------- | ----------------------------- | --------------- |
| 千葉県       | 千葉テレビ放送（チバテレ） 制作局 | JAITS | 毎週土・日曜日 16:00 - 17:00                                                       | 2011年1月5日 - 2012年5月27日  |                 |
| 埼玉県       | テレビ埼玉（テレ玉）              | JAITS | 毎週土・日曜日 16:00 - 17:00                                                       | 2011年1月5日 - 2012年5月26日  |                 |
| 神奈川県     | テレビ神奈川（tvk）               | JAITS | 【通常】毎週土・日曜日 16:00 - 16:30 【2011年5月-9月】毎週土・日曜日 16:00 - 16:55 | 2011年1月15日 - 2012年5月20日 | tvkのみ飛び降り |

上記3局と同様に前番組のネット局であり14時台の『JRA競馬中継』をネットするとちぎテレビ、群馬テレビに関しては当番組をネットしなかった。
また、震災前は以下のとおりの放送時間であった。
- 2011年1月-2月
  - 3局ともに、毎週土・日曜日 16:00 - 16:35（これは前番組の通常時と同様である）
- 2011年3月-4月
  - 3月5・6日は競輪中継、3月12日-4月17日は東日本大震災の影響で番組休止。